# Други илирски рат
Други илирски рат је трајао од 220. п. н. е. до 219. п. н. е. Покренуо га је Деметрије Хварски, уверен како су Римљани презаузети борбом против Гала у Цисалпској Галији, односно припремама за предстојећи рат против Ханибала.
Деметрије је саградио флоту од 90 бродова, испловио је на југ да би напао и освојио град Пилос, где је успео да зароби 50 бродова. Са том је флотом наставио поход на Кикладе. У међувремену су Римљани опремили флоту под Луцијем Емилијем Паулом те напали и освојили слабо брањени град Димале, које је било једно од главних Деметријевих упоришта. Затим је римска флота отпловила на север и заузела Фарус. Деметрије Хваранин је, када је остао без база, био присиљен да бежи. Уточиште је пронашао код македонског краља Филипа V. Овај је сукоб је послужио као предигра за Први македонски рат.